# Gemert-Bakel

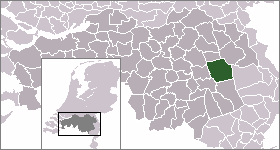
Lägeskarta

Gemert-Bakel är en kommun i Nederländerna, belägen i provinsen Noord-Brabant.
Kommunen har en area på 123,62 km² (varav 0,61 km² är vatten). 1 februari 2012 hade kommunen totalt 29 065 invånare.

## Orter
- Bakel
- De Mortel
- De Rips
- Elsendorp
- Gemert (administrativt centrum)
- Handel
- Milheeze

## Personer från Gemert
Det finns inte många kända personer från Gemert. En av dessa är dock Georgius Macropedius. Det finns en skola och en park namngivna efter honom. Musikern och skådespelaren Niek Lucassen (känd som Niek från komediduon Pim & Niek) föddes och växte upp i Gemert.

## Slottet
Slottet i Gemert är ett gammalt slott som byggts om ett flertal gånger sedan det byggdes. Slottet grundades från början av riddare ur Tyska orden som levde i slottet för flera århundraden sedan. Idag bor det munkar och nunnor i slottet.